# RPGマガジン
『RPGマガジン』（ロールプレイングゲームマガジン）は、ホビージャパンが1990年から1999年にかけて刊行していた日本のテーブルトークRPG（TRPG）専門ゲーム雑誌。「アールピージーマガジン」と発音されることもあるが、正しくは「ロールプレイングゲームマガジン」である。同時代に出版されていた他社の同系雑誌とは異なり、資料性の高い記事が特徴となっている。

## 概要
1990年5月2日付けで創刊。1999年7月発売の8月号（通巻112号）で休刊。休刊まで変わらず月刊誌として刊行。当初は中綴じであったが、途中で平綴じにリニューアルした。テーブルトークRPG雑誌としては「特定のゲームシステムに依存しない、テーブルトークRPGという遊びそのものの魅力を伝えることをメインとする」という他にない独特の傾向があった。そのため、記事の多くはシステムに依存しない全般的なプレイガイダンスや、シナリオ作成の助けになる雑学に関係する記事が主流だが自社が発売しているゲームについては毎号サポート記事の連載も行われていた。

## 沿革

### タクテクス時代
前身はホビージャパンのウォー・シミュレーションゲーム専門誌『月刊タクテクス』。1982年4月に発売された第3号の「SFゲーム特集」にて「冒険のシミュレーション・シミュレーションの冒険」という題名で『トラベラー』を紹介している。これ以降『月刊タクテクス』もテーブルトークRPG関連の記事を扱うようになっていき、次第に誌面のウェイトを大きく占めるようになった。
1987年8月に発売された『タクテクス』46号（1987年9月号）からは奇数月の号はテーブルトークRPGのみを扱い、偶数月の号はウォー・シミュレーションゲームのみを扱うという変則的な出版形態を取るようになる。『タクテクス』奇数月号がテーブルトークRPG専門になってからは、自社で発売しているゲームだけでなく、専用の紹介媒体を持っていない他社の国産RPGも積極的に紹介した。この流れは『RPGマガジン』になってからも受け継がれ、当時テーブルトークRPG紹介雑誌を持っており現在は全てKADOKAWAの社内ブランドとなっている富士見書房、角川書店、アスキー（エンターブレインを分社後、メディアワークスと合併しアスキー・メディアワークスに）などの系列下にない会社のゲームは、他社製品であっても『RPGマガジン』が積極的に取り上げていた。
また、それとは別個にタクテクス別冊として『RPGマガジン』が2冊出されている。後にこの別冊が独立して『月刊RPGマガジン』として創刊された。

### 中綴じ時代（創刊号～59号）
創刊当初は『タクテクス』時代の記事を多く受け継いでいて、『ルーンクエスト』や『ワースブレイド』などの自社発売ゲームのサポートが中心であった。しかし、桐島カブキの連載記事「あなたにも出来るファンタジーRPG設定資料作成マニュアル」など、徐々に資料性の高い雑学記事も増えていくようになった。
また、これらの比較的“硬派な”資料記事に加えて、ゲームライターの菊池たけしによる『セブン＝フォートレス』のリプレイ等も連載された。
毎月行われていた「特集」記事では、SF特集、魔法使い特集、古代日本特集など、RPGのシナリオモチーフとなる資料特集が企画されていた。特集用に書かれる資料性の高い雑学記事は、歴史学、民族学、文学、科学など、さまざまな分野に渡る幅の広いものであった。
55号（1994年11月号）には、朱鷺田祐介により執筆された『マジック：ザ・ギャザリング』のルール解説記事が掲載された。

### 平綴じ時代（60号～112号）
1990年代後半に「テーブルトークRPG冬の時代」が訪れた頃、第60号からページ数を増量し紙面をリニューアルした。このとき、増量に伴い製本が中綴じから平綴じに変化している。リニューアル初期は記事の内容を若干ライト向けにしつつも従来の記事構成を引き継いでいたが、特集記事を『機動戦士ガンダム』などのTVアニメやカードゲーム、『サクラ大戦』、『電脳戦機バーチャロン』など、セガとのコラボレーション、読者参加企画など、テーブルトークRPGに直接関連の無いものも取り上げていった。
さらに同時期、『RPGマガジン』内で紹介されていたトレーディングカードゲーム『マジック:ザ・ギャザリング』が人気を博し、それに関係する記事が毎月増大していった。
1990年代末期ともなると紙面でRPG記事が占める割合が僅か数ページにまで落ちこみ、1999年8月に『マジック:ザ・ギャザリング』専門誌『ゲームぎゃざ』へとリニューアルする事になった。

## サポートしたTRPGシステム
（五十音順）
- 機動戦士ガンダムRPGシリーズ
- クトゥルフの呼び声 （サポートはRole&Rollに移行）
- 深淵 （サポートはTRPG:サプリに移行）
- ストームブリンガー （サポートはRole&Rollに移行）
- スペオペヒーローズ
- セブン＝フォートレス （サポートはゲーマーズ・フィールドに移行）
- 大活劇 江戸の始末人
- 天羅万象 （サポートはゲーマーズ・フィールドに移行）
- トラベラー
- 熱血専用
- パワープレイ
- 番長学園!!RPG
- ペンドラゴン（「三つの槍の探索」として連載[1]）
- 放課後怪奇くらぶ
- メガトラベラー
- 指輪物語ロールプレイング
- ロールマスター
- ルーンクエスト
  - Land of Ninja（日本を舞台としたルーンクエスト）[2]
- ワースブレイド

## 連載記事
あなたにも出来るファンタジーRPG設定資料作成マニュアル
桐島カブキによる学術的な中世西洋史の観点から、よりリアリティのある中世西洋風ファンタジー世界を構築するノウハウを提案する記事。一見して硬いテイストの記事だが、筆者の桐島カブキは芸風の広いライターでおちゃらけた記事もたまに担当していた。2号では「エルフは生物学的、社会学的、民俗学的に見てただの猿にすぎない」ということを4ページに渡って解説するジョーク的記事を書いている。桐島は同連載のイラストも担当していた。また『RPGマガジン』末期には、きりしまかるきのペンネームで、当時ブームであった恋愛シミュレーションゲームに題材をとった、さまざまなタイプの萌え美少女キャラを作成するツール「ギャルズエンジン」という連載記事を執筆している。

## 掲載漫画
- RPGなんてこわくない!
- RPG一代男
- 超高機動警察おまかせ!!ヴァーミリオン
- デュエルファイター刃
- 秘境探検ファム&イーリー - 田中久仁彦のファンタジーコミック。休載が多く、休載時の代替で設けられた「ファム&イーリー読者コーナー」だけが独自の方向へ継続するという状況が起こっていた。
- RPGこわい
- きゃぷてんX ボトル・シップ号の冒険

## 連載小説
- 蒼空の都ヘヴン - コミックマスター連載の佐藤明機のコミック『楽園通信社綺談』のイラストストーリー。漫画連載と同時並行。
- 時空奇譚OZ - あかほりさとるの小説。イラストは麻宮騎亜。なし崩し的に打ち切られた[3]後に、設定とキャラをそのまま引き継ぎ、角川書店系列で『MAZE☆爆熱時空』としてスタートしている。

## 註
1. ↑  後にソフトバンクより単行本化。挿絵はたいらはじめ。
2. ↑  職業に「穢多」「非人」が存在したために人権団体の抗議を受け、僅か数か月で翻訳版発売企画が中止になっている（ホビージャパンが輸入した原語版も返金回収された）。連載されていたリプレイ「飛鳥風雲録」（挿絵：たいらはじめ）も当然打ち切られている。
3. ↑  半年以上「休載のお知らせ」を続けてからの打ち切りであり、読者コーナーの担当者さえも「今月も休載」な事をネタ扱いしていた。